# Kees Warringa

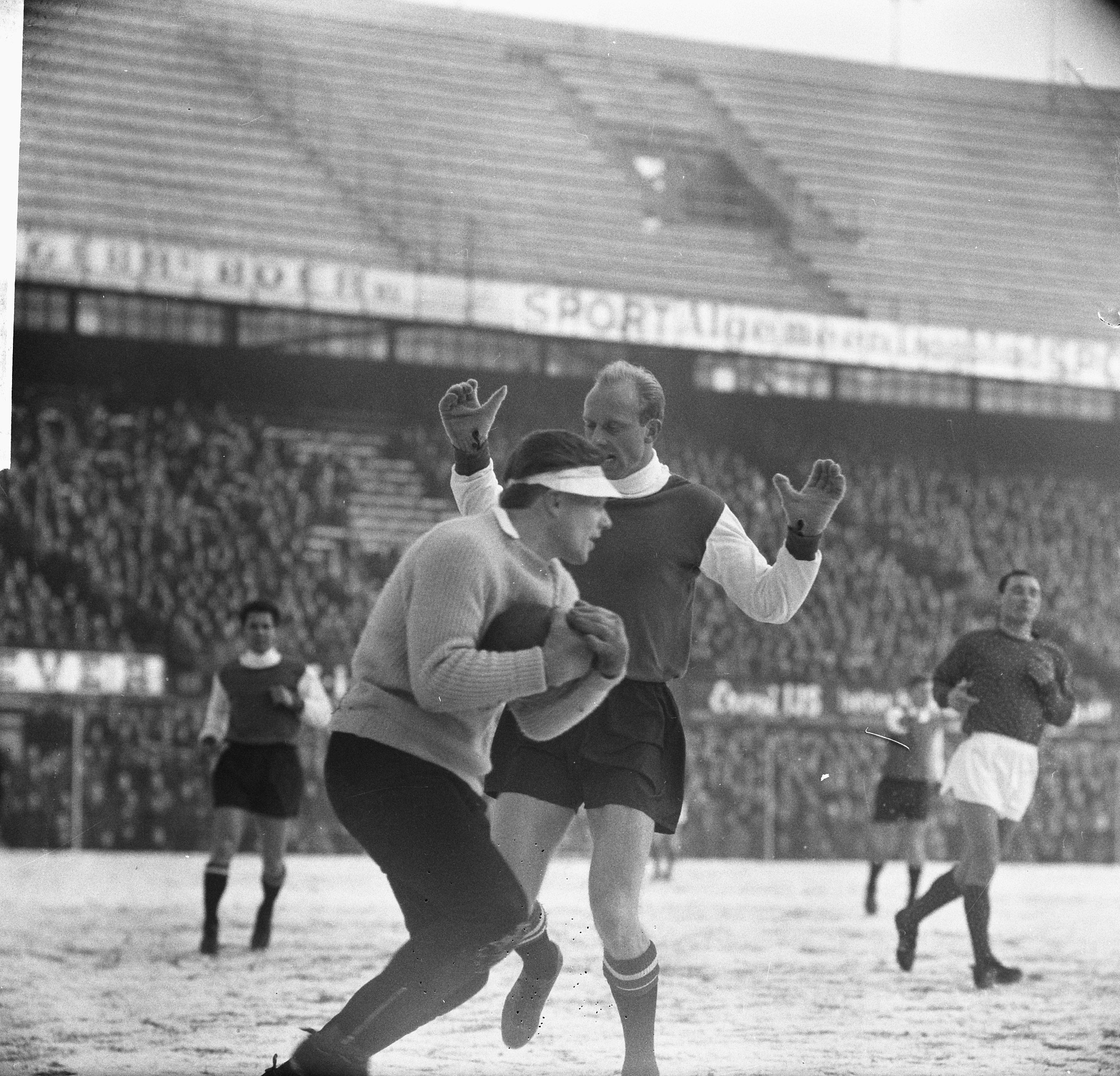
Kees Warringa

Kees Warringa (15 augustus 1943) is een voormalig Nederlands voetballer. Hij speelde als doelverdediger voor Sportclub Enschede en FC Twente.
Warringa veroverde in seizoen 1964/1965 een basisplaats bij Sportclub Enschede, toen eerste doelman Piet Lagarde ernstig geblesseerd raakte. Nadat SC Enschede op 1 juli 1965 in FC Twente opging, werd Warringa de keeper van de nieuw gevormde Enschedese ploeg. Vanaf 1966 belandde Warringa echter op de reservebank en was hij tweede doelman achter achtereenvolgens de Joegoslaaf Zoran Mišić en Piet Schrijvers. Warringa kwam hierdoor nog maar enkele keren in actie en speelde voornamelijk in het tweede elftal. In 1970 vertrok hij naar de amateurclub GVV Eilermark. Hij kwam hierna nog wel uit voor het Nederlands amateurelftal.